# Antonio Serrano (musicien)
Pour les articles homonymes, voir Antonio Serrano.
Antonio Serrano est un harmoniciste de jazz et de musique classique espagnol. Il a représenté l'Espagne au Concours Eurovision des jeunes musiciens 1992.

## Biographie
Né à Madrid en 1974 de père espagnol (de Jaén) et mère uruguayenne, Antonio Serrano commence ses études musicales à sept ans, guidé par son père, qui développe une méthode pédagogique personnelle destinée à apprendre à jouer de n'importe quel instrument et style musical en utilisant l'harmonica comme instrument principal. Antonio complète cette formation en étudiant le piano, le violon, la percussion, le solfège, l'histoire de la musique, l'histoire de l'art, associés à la chorale et à l'esthétique aux conservatoires de Madrid et Alicante, où il commence à attirer l'attention comme harmoniciste. Il est demandé par le maestro Larry Adler pour l'accompagner à un concert des Nations unies à Paris, avec Barbara Hendricks et Plácido Domingo, ce qui initie sa carrière professionnelle comme harmoniciste classique.
Serrano commence sa relation avec le jazz lorsqu'il découvre de vieux disques de Louis Armstrong et de l'harmoniciste et guitariste belge Toots Thielemans, commençant des études formelles d'harmonie moderne avec le prestigieux professeur de jazz et d'harmonie contemporaine Fèlix Santos Guindel, avec qui il étudie deux ans, ce qui lui permet de continuer à accroître ses connaissances en autodidacte et au moyen de collaborations avec quelques-uns des meilleurs musiciens de jazz du pays. Sollicité lui-même par d'innombrables artistes du milieu du flamenco (il a notamment joué à plusieurs reprises avec le sextet de Paco de Lucía) et de la pop, Antonio Serrano maintient en parallèle une carrière de solitaire qui lui a permis d'enregistrer jusqu'ici cinq albums sous son nom. C'est une figure clé du jazz espagnol.